# Trội thiệt
Trội thiệt (danh pháp Stereochilus dalatensis) là một loài thực vật có hoa trong họ Lan. Loài này được (Guillaumin) Garay miêu tả khoa học đầu tiên năm 1972.